# 色本藍
色本 藍（いろもと あい、1999年7月28日 - ）は日本の芸術家。千葉県香取市生まれ。

## 主な表現方法
絵画、壁画、陶芸、執筆

## 略歴
- 2019.4 武蔵野美術大学油絵学科油絵専攻入学
- 2020.4 東京藝術大学絵画科油画専攻入学
- 2024.3 東京藝術大学絵画科油画専攻卒業
- 2024.4 東京藝術大学大学院美術研究科油画技法材料第一研究室　修士課程　在学中

## 展覧会歴
- 2020年12月 個展「猿だって性を売る」新宿眼科画廊/東京
- 2021年12月 個展「彼女を解読できるか」Gallery美の舎/東京
- 2022年10月 個展「"若い頃"のあなたへ」貸民家プライベイト/東京
- 2023年1月 東京藝術大学油画3年進級展「もしもし、こんにちは」アーツ千代田3331/東京
- 2023年9月　藝祭2023にて　壁一面のライブペインティング 東京藝術大学/東京
- 2024年1月 東京藝術大学　卒業・修了作品展　東京都美術館/東京
- 2024年5月　個展「サバイブ・サバイブ・サバイブ」GALLERY b. TOKYO/東京
- 2024年12月　東京藝術大学油画技法材料研究室1年生成果展「Short Short」/東京

## メディア出演
- 2023年10月  BSフジ「アートフルワールド」に出演
  - 前編10/21(土)  13:30〜13:55[1]
  - 後編10/28(土) 13:30〜13:55
- 2024年9月 東京藝術大学藝祭　片桐仁×藝大生トークショー登壇

## 受賞歴
- 中学3年生の時に愛鳥週間ポスター原画コンクールで総裁賞を受賞する。平成26年12月12日に表彰された。その前年には同コンクールで県知事賞を受賞している[2]。